# Penares intermedia
Penares intermedia är en svampdjursart som först beskrevs av Arthur Dendy 1905.  Penares intermedia ingår i släktet Penares och familjen Ancorinidae. Inga underarter finns listade i Catalogue of Life.